# Acutacris
Acutacris is een geslacht van rechtvleugeligen uit de familie Eumastacidae. De wetenschappelijke naam van dit geslacht is voor het eerst geldig gepubliceerd in 1965 door Dirsh.

## Soorten
Het geslacht Acutacris omvat de volgende soorten:
- Acutacris tsaratananae Descamps & Wintrebert, 1967
- Acutacris viridis Dirsh, 1965